# Broken Silence (miniserie televisiva)
Broken Silence è una miniserie televisiva statunitense prodotta da James Moll e diretta da Pavel Čuchraj, Vojtěch Jasný, Andrzej Wajda, János Szász e Luis Puenzo.

## Trama
Cinque documentari diretti da cinque diversi registi che raccontano attraverso le testimonianze dei sopravvissuti la Shoah. Dalla vita di tutti i giorni, alle leggi razziali naziste, per poi passare alla soluzione finale.

## Episodi
La miniserie Broken Silence è composta da cinque diversi episodi della durata complessiva di 283 minuti.
| Episodio | Titolo originale        | Titolo italiano          | Regia         |
| -------- | ----------------------- | ------------------------ | ------------- |
| 1        | Some Who Lived          | Alcuni che sopravvissero | Luis Puenzo   |
| 2        | Eyes of the Holocaust   | Gli occhi dell’olocausto | János Szász   |
| 3        | Children From the Abyss | Bambini dall’abisso      | Pavel Čuchraj |
| 4        | Pamietam - I Remember   | Mi ricordo               | Andrzej Wajda |
| 5        | Hell On Earth           | L’inferno in terra       | Vojtěch Jasný |